# Holoparásita

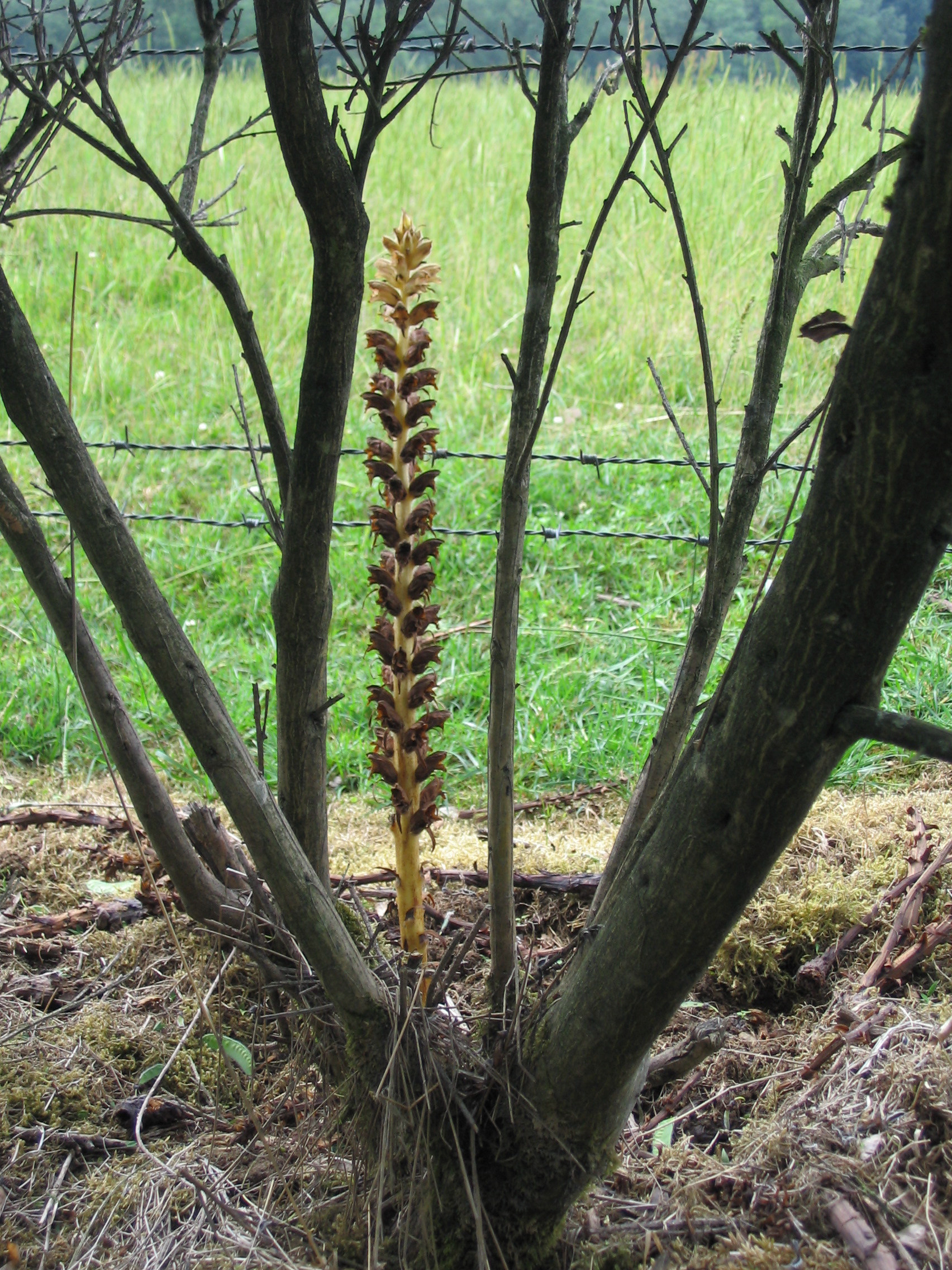
Orobanche rapum-genistae

Holoparásitas  son plantas parásitas que han modificado su cormo para obtener nutrientes de otra planta llamada huésped por medio de órganos succionadores llamados Haustorios.
Al ser plantas que no necesitan fotosintetizar la clorofila desaparece, y con ella, sus hojas, quedando reducidas en muchos casos a escamas incoloras. También es frecuente que sus raíces desaparezcan. Algunas de estas plantas no son visibles externamente porque quedan totalmente inmersas en el tallo de la huésped, y sólo se hacen visibles en la época de floración.
Plantas Holoparásitas son el jopo (Orobanche sp), la cuscuta (cuscuta sp) y Cytinus sp.